# Wadi Umm Tartir

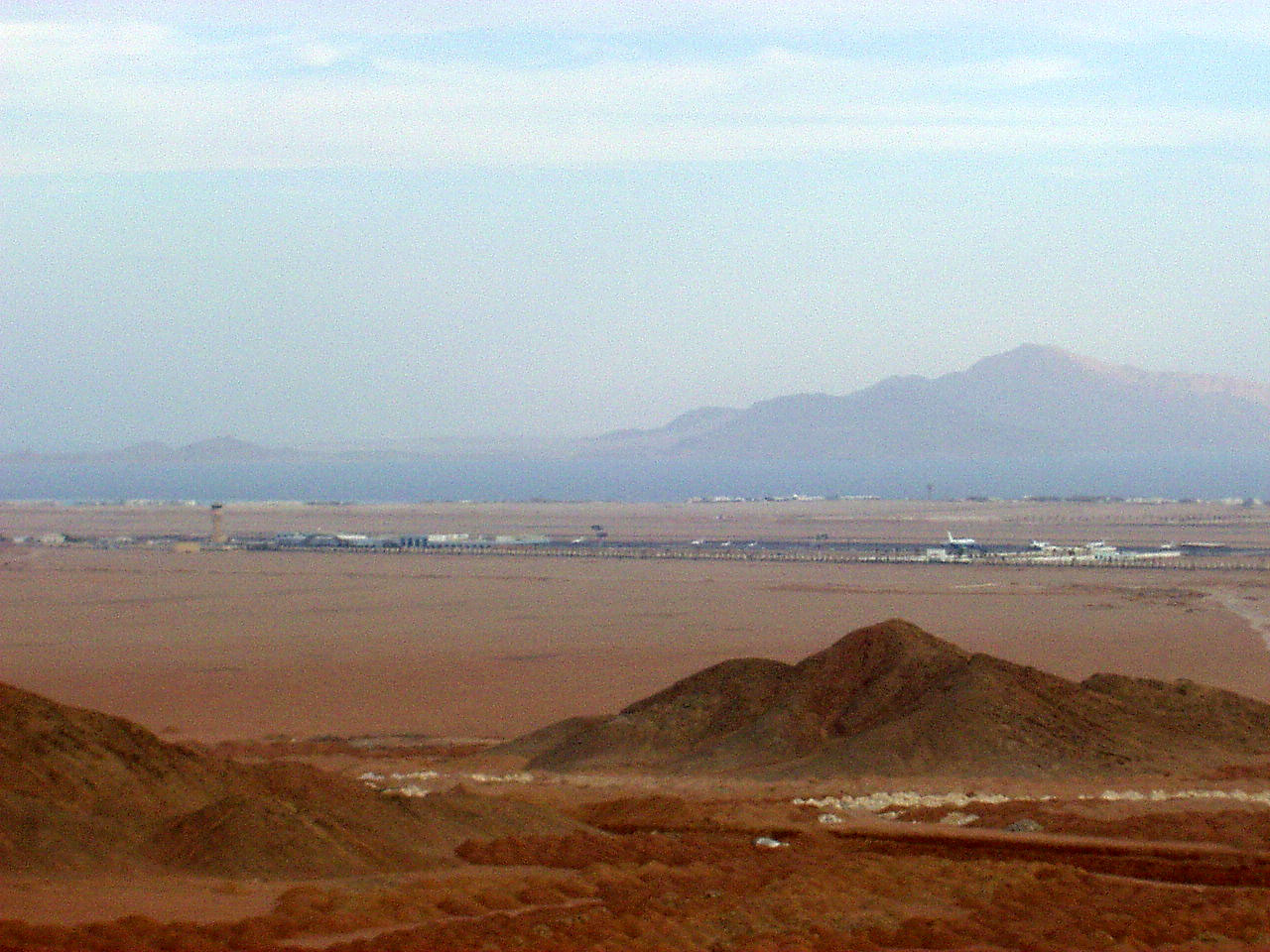
Port lotniczy Szarm el-Szejk w Wadi Umm Tartir

Wadi Umm Tartir – dolina, ued w północnej części miasta Szarm el-Szejk, w dzielnicy Ras Nasrani, na południu półwyspu Synaj w muhafazie Synaj Południowy w Egipcie.
W uedzie położony jest Port lotniczy Szarm el-Szejk.